# Chromis nigrura
Espèce
Chromis nigrura est une espèce de poisson de la famille des Pomacentridés. Espèce marine des récifs coralliens, Chromis nigrura est présent de 1 à 30 m de profondeur. Chromis nigrura est réparti dans l'océan Indien de l'Afrique de l'Est au Sri Lanka et les Maldives.